# Angelit
Angelit — саамский женский музыкальный состав из Ангели, Лапландия, исполняющий музыку в стиле фолк, в том числе с использованием элементов йойка — традиционного саамского песнопения.
Группа была образована в 1989 году сёстрами Тууни и Урсулой Лансман под названием Angelin Tytöt (с фин. — «Девушки из Ангели»). В состав вошла также Улла Пирттиярве, которая покинула коллектив после записи первого коммерческого альбома группы — Dolla, отдав предпочтение сольной карьере.
В 1993 году к группе присоединился Альфред Хаккинен, игравший на гитаре и барабанах. Уже в новом составе группа записала свой второй альбом — Giitu.
В 1994 году Angelin Tytöt приняли участие в записи песни «So Fine» для одноимённого альбома популярной финской группы Waltari. После этой записи две группы много гастролировали совместно, что принесло саамскому коллективу широкую известность. В 1995 году девушки исполнили песню «Jänkhä», вошедшую в альбом Waltari Big Bang.
В том же 1995 году вышел третий альбом Angelin Tytöt Skeaikit.
В 1997 году группа сменила название, упростив его до Angelit. Под новым названием в 1999 году коллектив записал альбом Mannú, представлявший собой смесь электронной музыки, металла, трип-хопа, транса и саамского фолка. Альбом вышел на лейбле EMI Finnland. За качество звука отвечали Хийли Хийлесмаа, работавший прежде с такими группами, как Apocalyptica, HIM, Sentenced, а также Микко Кармила и Мика Юссила — двое звукорежиссёров из студии Finnvox Studios, известной по работе с Nightwish, Stratovarius, Sonata Arctica, Sinergy, Amorphis, Therion.

## Состав
- Tuuni Länsman
- Ursula Länsman
- Alfred Häkkinen (с 1994; гитара и ударные)
- Samuli Kosminen (с 1999; перкуссия)
- Mamba Assefa (с 1999; перкуссия)
- Kimmo Kajasto (с 1999; клавиши, программирование, атмосфера)

## Дискография

### Под названием Angelin tytöt
- 1992 — Dolla (с сев.-саам. — «огонь»)
- 1993 — Giitu (с сев.-саам. — «спасибо»)
- 1995 — Skeaikit (с сев.-саам. — «смех»)
- 1997 — The Voice of the North (с англ. — «Голос Севера») — (сборник из трёх предыдущих альбомов)

### Под названием Angelit
- 1999 — Mannú (с сев.-саам. — «Луна»)
- 2000 — Channel Nordica (совместный с Waltari альбом)
- 2003 — Reasons (с англ. — «причины»)